# Grande Cometa de 1472
O Grande cometa de 1472 (designado C/1471 Y1 na nomenclatura moderna) foi visível desde o Dia de Natal de 1471 até 1 de março de 1472 (Calendário juliano), por um total de 59 dias. O cometa passou a 0,07 UA da Terra em 22 de janeiro de 1472, mais próximo do que qualquer outro grande cometa em tempos modernos.

## História observacional
Os primeiros relatos do cometa datam do Dia de Natal de 1471, quando o cometa estava localizado na Virgem. Tornou-se mais visível na segunda semana de janeiro de 1472, quando fontes coreanas mencionam que tinha uma cauda de 4-5 graus de comprimento. O cometa estava se movendo para o norte e passou através de Boötes, Cabeleira de Berenice e Ursa Maior e estava cerca de 15 graus do polo celestial norte em 22 de janeiro, a data do perigeu, a uma distância de 0,07 UA (10 milhões de km). Naquela época, o cometa estava se movendo cerca de um grau por hora. Consequentemente, tornou-se mais visível no céu noturno, conforme o cometa se movia para o sul e em direção ao periélio. Foi observado pela última vez por volta de 11 de março, quando o cometa estava localizado na constelação da Baleia.
Um médico italiano chamado Angelo Cato de Supino também deixou uma descrição do cometa, afirmando que era tão brilhante e majestoso quanto a lua cheia, com sua cauda se estendendo por mais de 30 graus. Regiomontanus mencionou que em 2 de janeiro a cauda do cometa media 50 graus de comprimento. O cometa (ou "estrela vassoura") também foi observado na astronomia chinesa, onde se nota que era visível mesmo ao meio-dia. O cronista inglês do século XV, John Warkworth, deixou um relato detalhado do aparecimento e desaparecimento do cometa no céu noturno da Inglaterra.

## Resultados científicos
O cometa é notável porque foi observado por astrônomos do século XV, durante uma época de rápido progresso na teoria planetária, pouco antes da Revolução copernicana. O cometa foi observado por Regiomontanus e Bernhard Walther de Nuremberg. Regiomontanus tentou estimar sua distância da Terra, usando a paralaxe.

Segundo Seargeant (2009):
Citação: Em concordância com a teoria aristotélica predominante sobre cometas como fenômenos atmosféricos, ele estimou sua distância como sendo pelo menos 8.200 milhas (13.120 km) e, a partir disso, estimou a condensação central como 26, e todo o coma como 81 milhas (41,6 e 129,6 km respectivamente) em diâmetro. Esses valores, é claro, falham por ordens de magnitude, mas ele deve ser elogiado por essa tentativa de determinar as dimensões físicas do cometa.
O cometa agora é conhecido por ter passado a 0,07 UA (10 milhões de km) da Terra, o que marca a aproximação mais próxima de um grande cometa à Terra em tempos modernos. Apenas o Grande Cometa de 1556 e o cometa Hyakutake se aproximaram a uma distância comparável desde então.